# Conditions of My Parole
Conditions of My Parole es el segundo álbum de estudio de Puscifer, lanzado el día martes 18 de octubre de 2011. El álbum cuenta con sonido y arreglos electrónicos muy diferentes a las de las otras bandas del cantante Maynard James Keenan: Tool y A Perfect Circle.

## Lanzamiento
Desde 2007 Puscifer produjo y lanzó su primer álbum de estudio, tres álbumes de remixes y 2 EP. En octubre de 2011 aparece el nuevo álbum de estudio del proyecto solitario de Maynard James Keenan. Este trabajo consta de doce canciones que fueron grabadas en la bodega de Caduceus Cellars, propiedad de Maynard Keenan.

## Lista de canciones
| N.º | Título                                   | Duración |  |
| 1.  | «Tiny Monsters»                          | 5:36     |  |
| 2.  | «Green Valley»                           | 3:55     |  |
| 3.  | «Monsoons»                               | 4:17     |  |
| 4.  | «Telling Ghosts»                         | 4:49     |  |
| 5.  | «Horizons»                               | 3:29     |  |
| 6.  | «Man Overboard»                          | 4:19     |  |
| 7.  | «Toma»                                   | 3:40     |  |
| 8.  | «The Rapture (Fear is a Mind Killa Mix)» | 6:14     |  |
| 9.  | «Conditions of My Parole»                | 2:54     |  |
| 10. | «The Weaver»                             | 4:40     |  |
| 11. | «Oceans»                                 | 3:43     |  |
| 12. | «Tumbleweed»                             | 4:16     |  |

## Créditos

### Personal
- Maynard James Keenan
  - Voz
- Carina Round
  - Coros (excepto en "Oceans")
  - Guitarra (en "Green Valley")
- Mat Mitchell
  - Bajo (en "Tiny Monsters", "Green Valley", "Man Overboard" "Toma" y "The Weaver")
  - Guitarra (en "Tiny Monsters", "Green Valley", "Telling Ghosts", "Man Overboard", "The Rapture (Fear is a Mind Killa Mix)", "Conditions of My Parole" y "The Weaver"),
  - Programación (en "Tiny Monsters" "Telling Ghosts", "Horizons", "Man Overboard", "Toma" y "Oceans")
  - Banjo (en "Green Valley")
- Josh Eustis
  - Programación (excepto en "Green Valley","The Rapture (Fear is a Mind Killa Mix)", "Conditions of My Parole" y "The Weaver" y "Tumbleweed"),
  - Guitarra (en "Green Valley", "Horizons", "Toma", "Conditions of My Parole", "The Weaver" y "Tumbleweed")
  - Piano (en "Monsoons")
  - Banjo (en "Tumbleweed")
  - Erhu (en "Tumbleweed")
- Jonny Polonsky
  - Guitarra (en "Tiny Monsters", "Monsoons", "Man Overboard" y "Toma")
  - Mandolina (en "Man Overboard")
- Jon Theodore
  - Batería (en "Green Valley", "Toma", "Conditions of My Parole" y "The Rapture (Fear is a Mind Killa Mix)")
- Matt Mc Junkins
  - Bajo (en "Monsoons","Telling Ghosts" y "Conditions of My Parole")
- Devo Keenan
  - chelo (en "Monsoons")
- Jeff Friedl
  - Batería (en "Monsoons")
  - Percusión (en "Monsoons")
  - Percusión adicional (en  "Man Overboard", "Toma" y "The Rapture (Fear is a Mind Killa Mix)")
- Sarah Jones
  - Batería (en "Man Overboard" y "Toma")
- Tanya O'Callaghan
  - Bajo (en "Toma")
- Gil Sharone
  - Batería (en "The Rapture (Fear is a Mind Killa Mix)")
- Rani Sharone
  - Bajo (en "The Rapture (Fear is a Mind Killa Mix)")
- Juliette Commagre
  - Coros (en "Oceans")
- Alessandro Cortini
  - Sintetizador (en "Oceans")
- Tim Alexander
  - Batería (en "Tumbleweed")

### Producción
- Puscifer - Producción
- Mat Mitchell -Producción, Mezcla
- Josh Eustis - Mezcla
- Bob Ludwig - Masterización
- Bernie Gardner - Masterización

### Arte
- Tim Cadiente - Fotografía
- Juan Méndez - Diseño